# Naty Garcia Guadilla
Natividad (dite Naty) Garcia Guadilla (dite aussi Naty Béjin Garcia, Naty Béjin ou Naty Garcia Guadilla Béjin de son nom d'épouse), née à Palencia (Espagne) le 8 septembre 1945, est une écrivaine et artiste peintre française d'origine espagnole (elle a également vécu quelques années au Venezuela, où ses parents avaient émigré). Journaliste et sociologue de formation, elle est aussi poétesse et nouvelliste.
Elle a milité dès 1972 dans le Mouvement de libération des femmes (étant l'une des premières étrangères impliquées dans le mouvement), et elle a décidé de changer le thème de sa thèse (portant initialement sur le cinéma engagé en Amérique Latine), pour celui du MLF. À partir de cette thèse, soutenue en 1979, paraît en 1981 son livre : Libération des Femmes, le M.L.F. aux Presses Universitaires de France (PUF). Il s'agit de la première étude faite par une étrangère sur le MLF, sur ses tendances, son idéologie et surtout sa culture, avec une analyse sociologique et ethnologique de ce mouvement, de ses « rites », de son langage.
Naty Garcia Guadilla a participé également à la constitution de groupes de femmes latino-américaines et espagnoles (faisant le pont entre le MLF et ces groupes), et à la création de différentes revues : Nosotras et Herejías - contribuant à la publication d'un livre et de nombreux articles sur ce thème.
Elle a traduit en espagnol L'enfant et la vie familiale sous l'Ancien Régime (1961) (El niño y la vida familiar en el Antiguo Régimen, Taurus Ediciones, 1987), de Philippe Ariès, à la demande de l'auteur.

## Biographie
Naty Garcia Guadilla est née à Palencia (Espagne). Après l'obtention de son diplôme de Professeur des Écoles à Valladolid, ses parents ayant émigré au Venezuela, elle les rejoint dans ce pays, où elle obtient en 1970 une Licence en Journalisme (Sciences de la Communication), à l'Université Andrés Bello de Caracas.
Boursière du Gouvernement Français en 1970, elle poursuit des études à Paris, où elle reçoit en 1971 le Diplôme d’Études Supérieures de l'Institut Français de Presse avec un Mémoire intitulé Le cinéma engagé en Amérique Latine.
Docteur en Sociologie, elle soutient en 1979 une thèse sur le Mouvement de Libération des Femmes en France (1968-1978) à l’École des Hautes Études en Sciences Sociales (Paris V-Sorbonne), sous la direction d'Alain Touraine. Un livre, Libération des Femmes : le MLF, sera publié à partir de cette thèse par Presses Universitaires de France (PUF) en 1981.
Militante au MLF français depuis 1972, Naty Garcia Guadilla participe également aux premiers groupes de femmes latino-américaines, composés de femmes exilées (provenant notamment du Chili, de l'Argentine, de l'Uruguay et du Brésil) faisant des études supérieures en France ; ces groupes étant majoritairement ancrés à gauche, quoique indépendants des partis politiques. Elle a contribué à la création des premières revues de ces groupes ; parmi elles : Nosotras (no 1-24, de janvier 1974 à décembre 1975), Mujeres Latinoamericanas (no 0 et no 1, juin 1978 et février 79) et Herejias (de mai 1979 à mars 1980). On peut consulter ces revues à la Bibliothèque Marguerite Durand.
Elle publie deux articles sur la condition féminine en Amérique latine, dans la revue Les Temps Modernes, en 1974 et 1978,,.
Enseignante à l’Institut des hautes études de l'Amérique latine (de 1980 à 1983), elle obtient la création du premier séminaire sur les femmes en Amérique Latine, centré sur des thèmes tels que le machisme, « l'hembrisme » (ou pouvoir de la femme-mère en Amérique Latine), et la famille durant la conquête et la colonisation de l'Amérique latine.
Après la naissance de son premier enfant (1983), et ayant déménagé en province, elle démissionne de son séminaire à l'Institut des hautes études de l'Amérique latine et commence à s'intéresser au patrimoine des régions où elle est installée (d'abord la Vallée de l’Automne, dans l'Oise ; puis la Thiérache, dans l'Aisne).
Naty Garcia Guadilla a publié plusieurs livres, seule ou en collaboration, aux éditions Le Livre d'Histoire, sur le patrimoine rural en Picardie, région où elle habite depuis de nombreuses années,,,.
Elle se consacre par ailleurs à l'écriture de nouvelles, et à la poésie. Elle participe (de 1992 à 1995) au Festival de la Nouvelle à Saint-Quentin (Aisne) et elle écrit plusieurs nouvelles : Eldorado 1492, Eldorado 1992, Filigranes d'un dicton : « Se armo la de Saint-Quintin » (sur le siège de Saint-Quentin en 1559), La Caravane des Femmes. Elle est l'auteur d'une anthologie poétique : Placenta. Premier Sourire. Picardie publiée par Le Livre d'Histoire en 2003, ainsi que de plusieurs livres d'haïkus : Pétales du Quotidien, Kaléidoscope de Haïkus, La Mer, Fleurs des Champs, Graines d'amour, Graines de vie.
Naty Garcia Guadilla est aussi conférencière. Elle a donné dans différentes villes de Hauts-de-France des conférences, notamment sur des femmes remarquables comme Émilie du Châtelet, Claire Démar, Marceline Desbordes-Valmore, Marie Moret, Cécile Sauvage. Plusieurs conférences ont été publiées par la Société Art et littérature de Saint-Quentin.
Elle a obtenu en 2008 la Médaille d'Argent, et en 2009 la Médaille d'Or de la Ville de Saint-Quentin pour l'ensemble de son œuvre.
Elle anime de nombreux événements culturels. Elle s'implique régulièrement dans les activités et ateliers organisés avec les écoles et les collèges. C'est ainsi qu'elle a participé récemment, en 2018, en tant qu'auteur, à un projet de la région autour de l'Arbre, avec les élèves de trois classes de maternelle. Projet qui a abouti à l'édition, en 2018, d'un livre : Construire un monde en Paix, donné à chaque enfant.
Enfin, Naty Garcia Guadilla se consacre également à la peinture, maniant différentes techniques : d'abord l'aquarelle, le pastel, la sanguine, puis l'acrylique, la laque et la gravure (gravure sur bois, sur lino, sur cuivre ; aquatinte qu'elle a travaillée dans les Ateliers du Musée Matisse du Cateau-Cambrésis). Elle travaille par thèmes, inspirée par la Picardie, l'Amérique latine, l'enfance, la musique...
Naty Garcia Guadilla a travaillé avec plusieurs galeries de peinture, à Laon et à Paris, participant à des expositions individuelles et collectives en France et à l'étranger : notamment à Charleroi et Chimay (Belgique) en 1997, Block Gallery de Saint-Petersbourg (Russie) en 2003, Barcelone (Espagne) en 2004, Galerie Gora de Montréal (Canada) en 2004, Monserrat Art Gallery de New York (États-Unis) en 2009, Mandi Studio à l'Exposition Universelle de Shanghai (Chine) en 2010...
Son travail en tant qu'artiste peintre a été primé à maintes occasions, en France et en Espagne : Sélection Régionale du Concours National de Peinture du Cinquantenaire CAMIF (1997), Grand Prix International Art et Poésie du Salon International de la Société des Poètes et Artistes de France (SPAF) à Château-Thierry (2002), Diplôme d’Honneur du 3e Salon International de Petit Format de la Fédération Internationale des Artistes Plasticiens à Barcelone (Espagne) en 2004, Mention d'honneur au Premier Salon International des Techniques sur Papier à Paris (2006), Médaille d'Argent de la Ville de Saint-Quentin (Aisne) en 2008, Médaille d'Or de la Ville de Saint-Quentin (Aisne) en 2009, Rappel de Grand Prix International Artistique du Salon International de la SPAF, Premier Prix de Gravure, à Toulouse (2010), Rappel de Grand Prix International, Acrylique, au Salon International de la SPAF à Metz (2014), Premier prix ex aequo de Peinture au Salon du Congrès de la Région Bretagne de la SPAF à Saint-Nicolas de Redon (2016)...

## Principales publications
- « Réalité et utopie d'un mouvement de libération des femmes en Amérique latine », in Les Temps Modernes, XXIX, no 337 - 338, août-septembre 1974, pp. 2723–2735.
- « Le « Machisme », « l'Hembrisme » et les mouvements de femme en Amérique latine », in Les Temps Modernes, no 388, nov. 1978, pp. 687–701.
- Le Mouvement de Libération des Femmes (M.L.F.) en France de 1968 à 1978, thèse 3e cycle, Paris E.H.E.S.S., 1979, 423 p.
- « Formes de machisme en Yougoslavie », in Revue Latinoamericanas, Paris, no 1, 1979 (article ultérieurement traduit et publié à Rijeka, Yougoslavie, dans la revue sociologique Argumenti en 1979, pp. 154–157).
- Libération des femmes : le M.L.F., Paris, Presses Universitaires de France, coll. « Le Sociologue », 1981, 146 p.
- « De la confiance à l'association : l'évolution du M.L.F. depuis 1968 », in Pénélope, no 11, automne 1984, pp. 154–159.
- « Sept thèses erronées sur le machisme latino-américain » (en collaboration avec André Béjin), in Cahiers internationaux de sociologie, vol. LXXVI, numéro spécial le Sexuel, janvier - juin 1984, pp. 21-28.
- Venezuela (en collaboration avec Miguel Otero Silva et Gérard Sioen), Paris, Double Page, 1985.
- « Eldorado 1992 », in Sapriphage (revue littéraire de création), Numéro 18, juillet 1993, Nanterre, pp. 24-29.
- Moulins de Thiérache au fil de l’eau (en collaboration avec Martine Allonsius et Marie-Claude Durizy), Paris, Le Livre d’Histoire, 1998.
- « Pierres de Laon » in : LAON (édité par Claude Jacquot), Laon, 1999.
- Les pigeonniers de Thiérache et du Pays de la Serre, Paris, Le livre d'Histoire, 2000.
- « Le familistère Godin », in : THIÉRACHE (édité par Claude Jacquot), Laon, 2001.
- Anthologie poétique (Placenta, Premier Sourire, Picardie), Paris, Le Livre d’Histoire, 2003.
- Lavoirs en Thiérache (en collaboration avec Martine Allonsius), Paris, Le livre d'histoire, 2004.
- Dans les creutes de Rouge Maison, Saint-Quentin, Les Éditions d'Art et Littérature, 2009.
- Le Chemin des Dames, Saint-Quentin, Les Éditions d'Art et Littérature, 2009.
- Marie Moret et le Familistère Godin, Saint-Quentin, Les Éditions d'Art et Littérature, 2010.
- Pétales du Quotidien, Paris, Le Livre d’Histoire, 2011.
- Kaléidoscope de haïkus, Saint-Quentin, Les Éditions d'Art et Littérature, 2012.
- Fleurs des Champs, Saint-Quentin, Les Éditions d'Art et Littérature, 2013.
- Claire Démar et les femmes saint-simoniennes, Saint-Quentin, Les Éditions d'Art et Littérature, 2013.
- À la lisière des jours, Saint-Quentin, Les Éditions d’Art et Littérature, 2014.
- Graines d’amour, Graines de vie, Saint-Quentin, Les Éditions d’Art et Littérature, 2016.
- La chartreuse du Val-Saint-Pierre de 1140 à nos jours (en collaboration avec Claude Bauchart), Paris, Le livre d'Histoire, 2018.